# Michael Henrich
Michael Henrich (Thornhill, 3 marzo 1980) è un ex hockeista su ghiaccio canadese, militava come attaccante. È fratello maggiore di Adam, anch'egli giocatore di hockey su ghiaccio.

## Carriera
Henrich fu scelto in tredicesima posizione assoluta in occasione del draft NHL del 1998 da parte degli Edmonton Oilers. Henrich iniziò la propria carriera giovanile dal 1996 al 2000 presso i Barrie Colts, nella Ontario Hockey League, dove riuscì nella stagione 1999-2000 a vincere il titolo.
La sua carriera professionistica in Nordamerica durò quattro stagioni, nelle quali disputò 9 amichevoli con la maglia degli Edmonton Oilers, marcando una rete ed un assist, 219 partite fra gli Hamilton Bulldogs, i Toronto Roadrunners e gli Hershey Bears in American Hockey League ed altri 6 incontri con i Tallahassee Tiger Sharks in ECHL. Fu inoltre selezionato nel 2002 da parte del Team Canada per partecipare alla Deutschland Cup ad Hannover, in Germania, occasione in cui i canadesi vinsero l'oro. Nel 2003 invece giocò per il Team Canada in occasione degli Sweden Games di Stoccolma, in Svezia.
Dopo una breve parentesi in Svezia presso il Mora Ishockeyklubb nel 2003, dalla stagione successiva decise di trasferirsi in Europa, disputando la stagione 2004-2005 nella seconda divisione austriaca, nell'EK Zell am See. In quell'anno la sua squadra vinse sia la stagione regolare che i play-off, aggiudicandosi così il titolo, inoltre Henrich fu il top-scorer dei playoff.
Nel 2005 approdò nella importante Deutsche Eishockey-Liga, presso i Füchse Duisburg. Dopo una sola stagione rimase ancora in Germania, ma nella 2. Eishockey-Bundesliga, con la maglia dell'EHC Wolfsburg. In quell'anno i Grizzly Adams si imposero in campionato e furono promossi nella DEL, dove Henrich disputò un'ulteriore stagione.
Dopo essersi preso un anno sabbatico per stare con la famiglia Henrich firmò il contratto con la squadra italiana dell'HC Asiago.
 Alla prima stagione Henrich fu il capocannoniere della formazione, e contribuì al successo di Asiago in campionato, bissato poi nella stagione 2010-2011.
Nell'agosto del 2012 ritornò in Austria all'EC Dornbirn, squadra della EBEL. Dopo una stagione si trasferì nella Elite Ice Hockey League con i Coventry Blaze, ritrovando così il fratello Adam.

## Palmarès

### Club
- 2. Eishockey-Bundesliga: 1

Wolfsburg: 2006-2007
- Campionato italiano: 2

Asiago: 2009-2010, 2010-2011
- Ontario Hockey League: 1

Barrie Colts: 1999-2000
- Österreichische Eishockey-Nationalliga: 1

Zell am See: 2004-2005